# Савальского лесхоза
Савальского лесхоза — посёлок в Терновском районе Воронежской области России.
Входит в состав Терновского сельского поселения.

## Население
| 2010 |
| ---- |
| 35   |

## Экономика
В посёлке существовало предприятие «Савальский лесхоз», ликвидированное в августе 2007 года. Его правопреемником является предприятие «Теллермановский ЛХ».